# Heinz Valk
Heinz Valk (* 7. března 1936 Gatčina) je estonský karikaturista a politik. Je autorem termínu Zpívající revoluce.

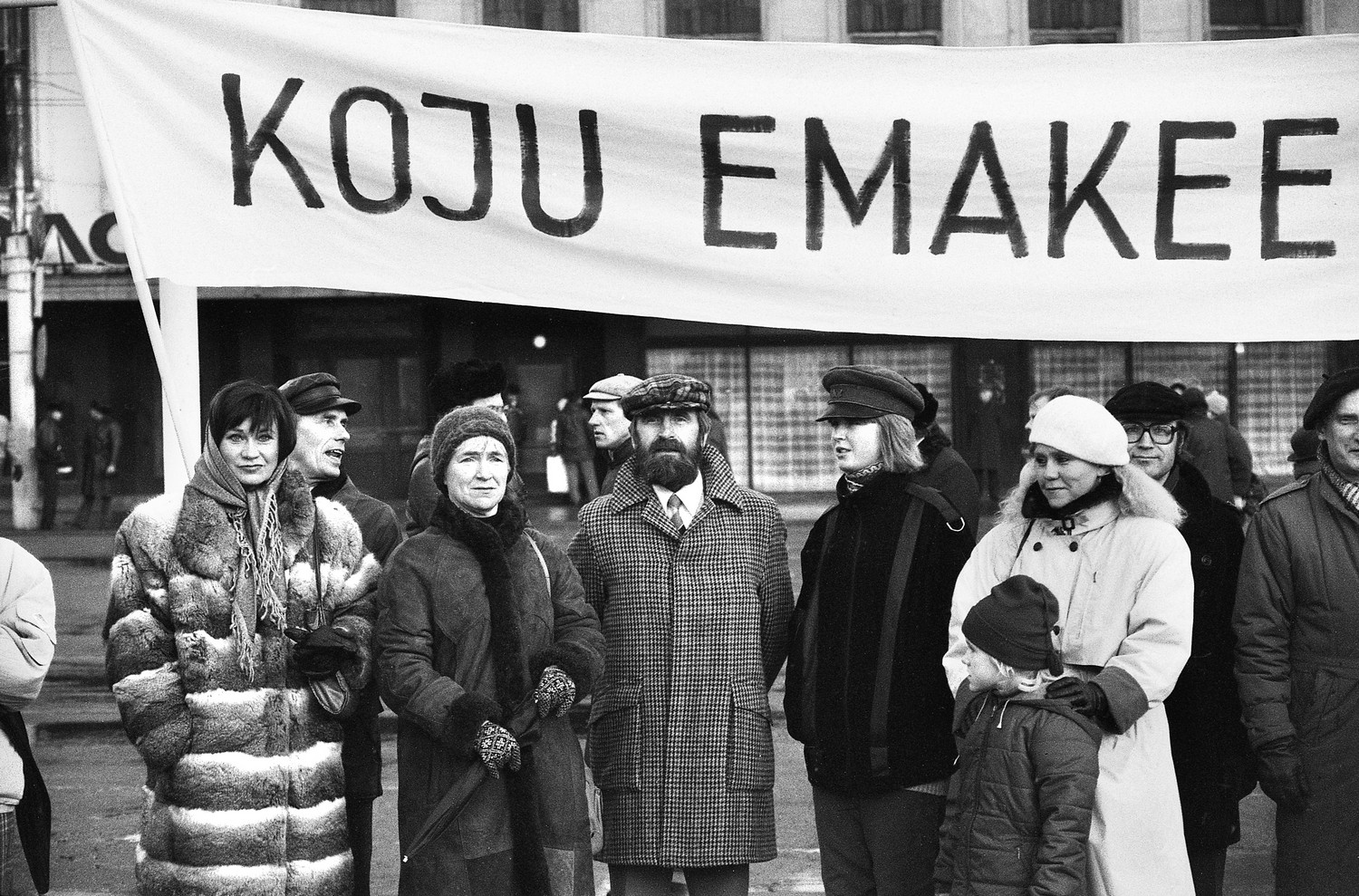
Heinz Valk na demonstraci v roce 1988

Heinz Valk se narodil Alexandrovi (1892–1947) a Sinaidě Valkovým (1902–1991) v Gatčině, asi 40 km jižně od Petrohradu. Školu dokončil v roce 1954 v estonském hlavním městě Tallinnu. V letech 1955–1961 studoval na Státním uměleckém institutu Estonské SSR v Tallinnu, dnešní Estonské akademii umění. Vystudoval obor toreutika. Věnuje se knižním ilustracím a patří mezi přední estonské karikaturisty.
V roce 1988 byl spoluzakladatelem opozičního hnutí Rahvarinne, které vedlo kampaň za obnovu estonské nezávislosti na Sovětském svazu. Dne 11. září 1988 na Festivalu estonské písně před asi 300 000 lidmi svůj projev ukončil heslem: „Jednoho dne stejně zvítězíme!“ (estonsky „Ükskord me võidame niikuinii!“). To se stalo jedním ze symbolů Zpívající revoluce. V letech 1994–2009 byl členem Estonské strany středu. Je podruhé ženatý, má tři dcery a žije v tallinnské městské části Nõmme. I ve vyšším věku se veřejně vyjadřuje k politickým událostem ve světě.